# وست اشتاد
وست اشتاد (به آلمانی: Weststadt) یک منطقهٔ مسکونی در آلمان است که در براونشوایگ واقع شده‌است. وست اشتاد ۲۳٬۶۷۷ نفر جمعیت دارد.